# Чернице-Борове (гмина)
Чернице-Борове (пол. Czernice Borowe) — сельская гмина (волость) в Польше, входит как административная единица в Пшаснышский повет, Мазовецкое воеводство. Население — 4082 человека (на 2004 год).

## Демография
| Перепись                       | Всего   | Всего | Женщины | Женщины | Мужчины | Мужчины |
| ------------------------------ | ------- | ----- | ------- | ------- | ------- | ------- |
| Единицы                        | человек | %     | человек | %       | человек | %       |
| Население                      | 4082    | 100   | 1987    | 48,7    | 2095    | 51,3    |
| Плотность населения (чел./км²) | 33,9    | 33,9  | 16,5    | 16,5    | 17,4    | 17,4    |

## Сельские округа

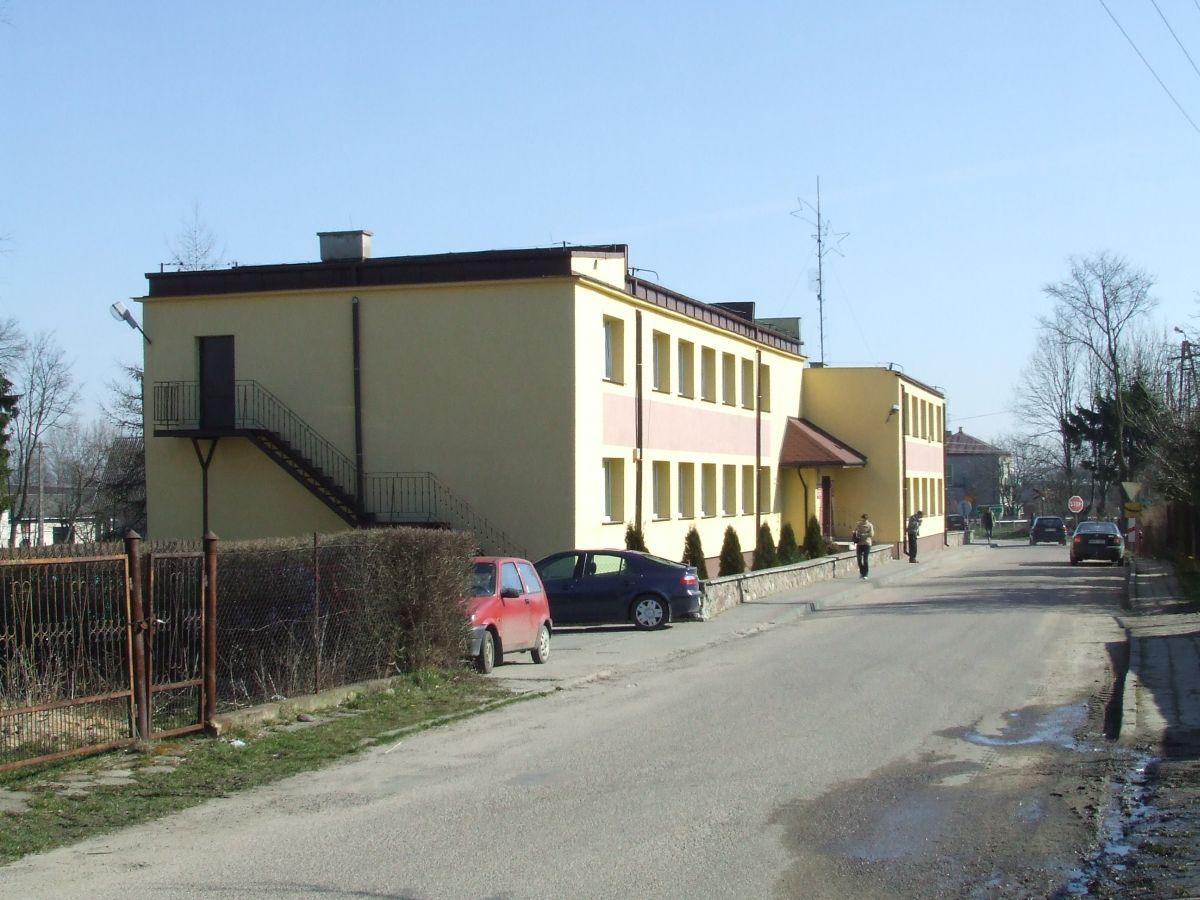
Гмина Чернице-Борове

1. Борково-Фалента
2. Хойново
3. Хростово-Вельке
4. Чернице-Борове
5. Дзелин
6. Гурки
7. Груец
8. Ястшембец
9. Кадзельня
10. Космово
11. Милошевец
12. Нове-Чернице
13. Обрембец
14. Ольшевец
15. Павлово-Косцельне
16. Павлувко
17. Пежхалы
18. Ростково
19. Щепанки
20. Турово
21. Венгра
22. Залоги
23. Зберож
24. Зембжус-Вельки
25. Жебры-Идзки
26. Жебры-Корды

## Соседние гмины
1. Гмина Дзежгово
2. Гмина Грудуск
3. Гмина Красне
4. Гмина Кшиновлога-Мала
5. Гмина Опиногура-Гурна
6. Гмина Пшасныш
7. Гмина Регимин